# Gyponana luxuria
Gyponana luxuria är en insektsart som beskrevs av Delong 1983. Gyponana luxuria ingår i släktet Gyponana och familjen dvärgstritar. Inga underarter finns listade i Catalogue of Life.